# 486958 Arrokoth

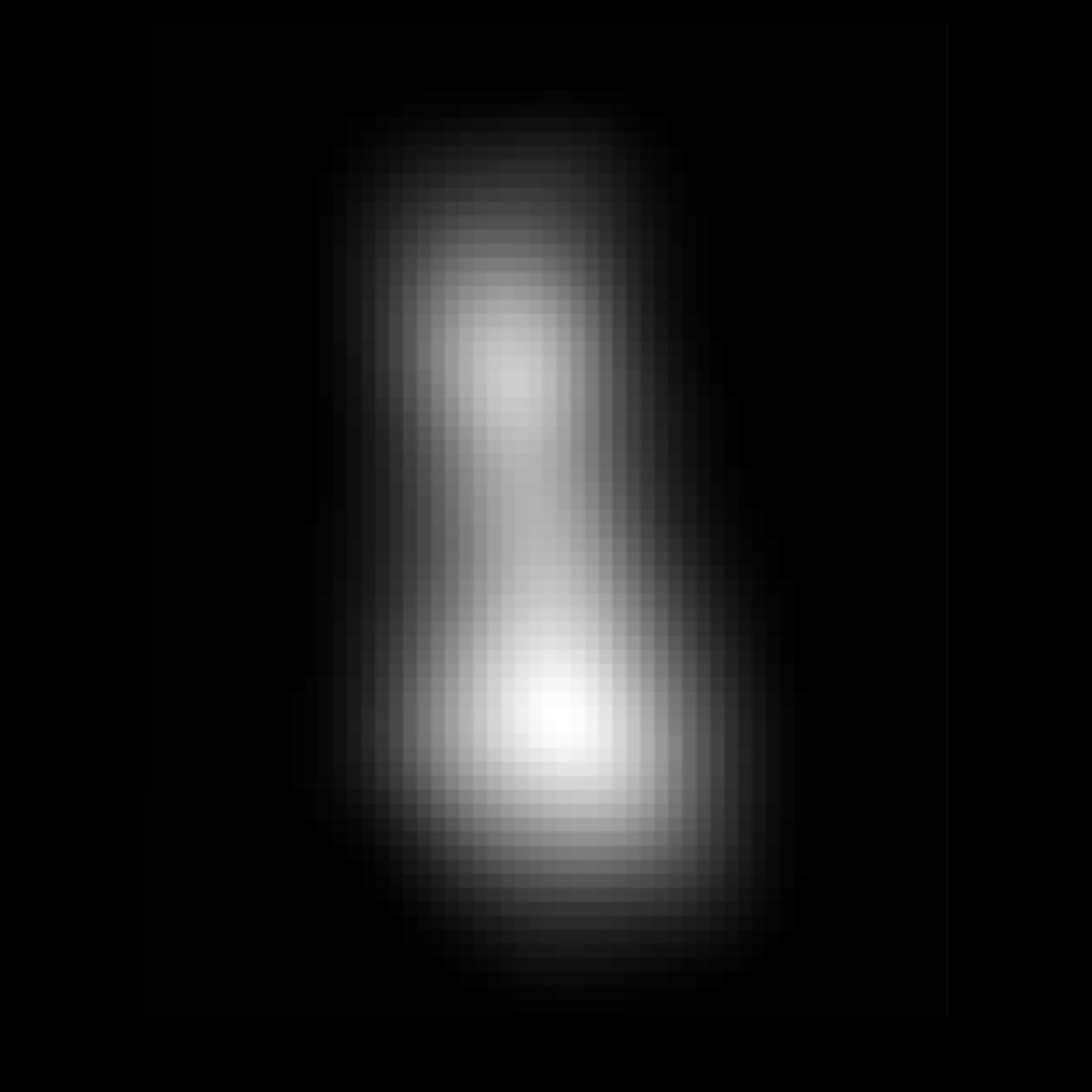
Compoziție după două fotografii luate la 31 decembrie 2018

486958 Arrokoth, inițial cu denumirea Ultima Thule, cunoscut și ca (486958) 2014 MU69, desemnat ca « PT1 » și « 1110113Y » de către echipele New Horizons și respectiv Hubble, este un obiect clasic din centura Kuiper. Este vorba de un asteroid binar de contact care măsoară 33,5 kilometri lungime și 19,5 km lățime.
A fost survolat de sonda New Horizons la 1 ianuarie 2019 și a devenit cel mai îndepărtat obiect explorat de omenire, după survolul reușit al lui Pluto. Micul corp ceresc a fost selecționat în august 2015 drept țintă a sondei New Horizons. După patru schimbări ale direcției în octombrie apoi în noiembrie 2015, New Horizons era în decembrie 2017 în drum spre 2014 MU69. Se afla la o distanță de 43,4 unități astronomice de Soare. La 11 decembrie 2017, Marc Buie et al. au anunțat în congresul din toamna lui 2017 al Uniunii Americane de Geofizică faptul că obiectul ar putea fi dotat cu un mic satelit, însă observațiile ulterioare au arătat că un asemenea satelit nu este prezent. 
La 13 martie 2018 a fost anunțată porecla neoficială atribuită acestui obiect ceresc: Ultima Thule, după  insula legendară Thule.
La 12 noiembrie 2019, NASA a anunțat că renunță la denumirea Ultima Thule, din cauza unor conotații naziste ale acestei denumiri. Noua denumire, Arrokoth, „cer”, este preluată din vocabularul limbii tribului amerindian Powhatan.

## Istoric

### Descoperirea

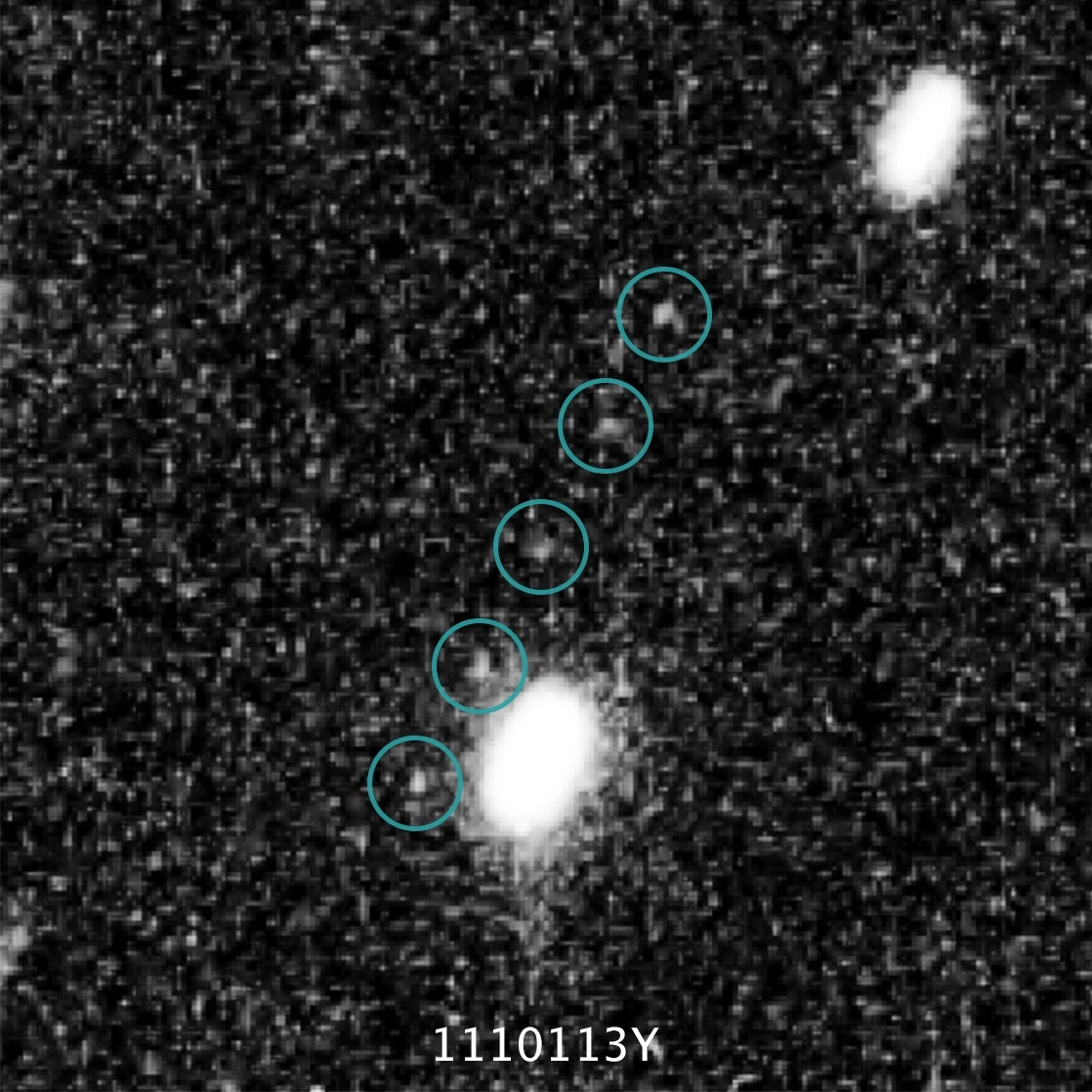
Fotografia descoperirii, pe imagini luate la un interval de zece minute.

La 26 iunie 2014, 2014 MU69 a fost descoperit  de camera cu câmp larg (WFC3) a Telescopului Spațial Hubble în timpul unui releveu preliminar pentru găsirea unui obiect din centura Kuiper adaptat traiectoriei sondei New Horizons. Descoperirea  a necesitat exploatarea Telescopului Spațial Hubble, întrucât cu o magnitudine de circa 27, obiectul este prea slab pentru a fi detectat de imensa majoritate a telescoapelor cu excepția celor mai puternice. Telescopul Spațial Hubble este capabil și să realizeze calcule astrometrice foarte precise și prin urmare să determine o orbită fiabilă.
Deși a priori mai puțin interesant științific decât 2014 PN70, (486958) 2014 MU69 este ținta aleasă de agenția spațială
întrucât era cea mai ușor de atins, cea care necesita cele mai puține corecții ale traiectoriei și consum de carburant.

### Denumirea
Când a fost observat 2014 MU69 pentru prima oară, a fost denumit 1110113Y, repede prescurtat în « 11 », pentru simplificare. Existența sa ca țintă potențială a sondei New Horizons a fost anunțată de către NASA în octombrie 2014 și  de atunci a fost desemnat, în mod oficial, PT1, prescurtare pentru « Potential Target 1 ». Denumirea oficială, 2014 MU69 i-a fost atribuită în martie 2015 de către Minor Planet Center (MPC), după determinarea unor caracteristici suficiente.. Grație altor observații care au permis determinarea orbitei, i s-a atribuit oficial numărul permanent de planetă minoră 486958, care a fost publicat în MPC 103886 din 12 martie 2017.
Numele 2014 MU69 este o denumire provizorie  și indică faptul că este vorba despre cel de al 1745-lea obiect ((« U » = 20) + (« 69 » × 25)) descoperit între 16 și 30 iunie 2014 (« 2014 », « M »). Un nume propriu al obiectului va fi ales ulterior.

La 12 noiembrie 2019, NASA a făcut publică denumirea oficială a asteroidului: Arrokoth, care semnifică „cer” în cultura tribului amerindian Powhatan, popor trăitor în Maryland, stat unde a fost descoperit. În prealabil, la 8 noiembrie, din același an, Minor Planet Center aprobase această denumire. Citatul denumirii este următorul: 
„Arrokoth este cuvântul care semnifică „cer” în limba powhatan a autohtonilor din regiunea golfului Chesapeake. Instituțiile din această regiune au jucat un rol de prim rang facilitând descoperirea și explorarea acestui obiect vechi și îndepărtat.”—Minor Planet Circulars, nr. 117234, 8 noiembrie 2019.

## Orbita
Orbita asteroidului (486958) 2014 MU69 are o excentricitate de 0,055, iar semiaxa majoră este de 44,195 UA. Periheliul său se află la distanța de 41,784 UA de la Soare și afeliul la 46,607 UA.

## Caracteristici
După luminozitatea și distanța sa, a fost posibil să se facă o primă estimare a diametrului obiectului ceresc 2014 MU69 de 18 până la 41 km. Observațiile din 2017 au conchis că obiectul nu măsoară mai mult de 30 km și este foarte alungit. 2014 MU69 este poate un asteroid binar apropiat sau un binar în contact. Într-o ocultație stelară observată în 17 iulie 2017, a fost revelată o formă cu doi lobi, cu diametre de 20 și respectiv de 18 km. Acest fapt semnifică faptul că 2014 MU69 este probabil un asteroid binar primitiv din centura Kuiper.
Perioada sa de revoluție este ușor mai mare de 295 de ani, iar corpul prezintă o slabă înclinație  și o slabă excentricitate în raport cu alte obiecte din centura Kuiper. Aceste proprietăți orbitale semnifică faptul că este vorba de un obiect clasic din centura Kuiper, un cubewano rece care este puțin susceptibil să fi suferit perturbații semnificative. Observațiile făcute în mai și în iulie 2015 cât și în iulie și în octombrie 2016 au redus mult incertitudinile asupra orbitei sale.
2014 MU69 are un spectru roșu, ceea ce-l face cel mai mic corp din centura Kuiper căruia i s-a putut măsura culoarea.
Între 25 iunie și 4 iulie 2017, Telescopul Spațial Hubble a făcut 24 de orbite terestre pentru a observa asteroidul 2014 MU69, în scopul de a-i determina perioada de rotație și de a reduce mai mult incertitudinea  asupra orbitei sale. Primele rezultate au arătat că luminozitatea obiectului 2014 MU69 variază cu mai puțin de 20 % când se rotește. Aceste măsuri implică constrângeri semnificative asupra raportului dintre axele lui 2014 MU69 care este inferior lui 1,14, presupunând un plan de vedere ecuatorial. Ținând cont de forma sa foarte neregulată, mica amplitudine relevată implică faptul că polul său este îndreptat spre Pământ. Acest lucru înseamnă că sincronizarea survolului sondei spațiale New Horizons nu va urmări un protocol deosebit de complicat pentru a fotografia obiectul spre cea mai mare axă a sa, ceea ce simplifică, în mod considerabil, ingineria survolului. Slaba amplitudine face dificil un releveu precis al perioadei de rotație în momentul survolului. Existența unor sateliți îndepărtați ai 2014 MU69 a fost exclusă până la o profunzime de câmp de  peste 29°.
La 11 decembrie 2017, Mark Buie et al au anunțat, în timpul congresului din toamna lui 2017 al Uniunii Americane de Geofizică, că obiectul al putea avea un mic satelit,  însă observațiile ulterioare au arătat că un asemenea satelit nu este prezent.

## Formarea

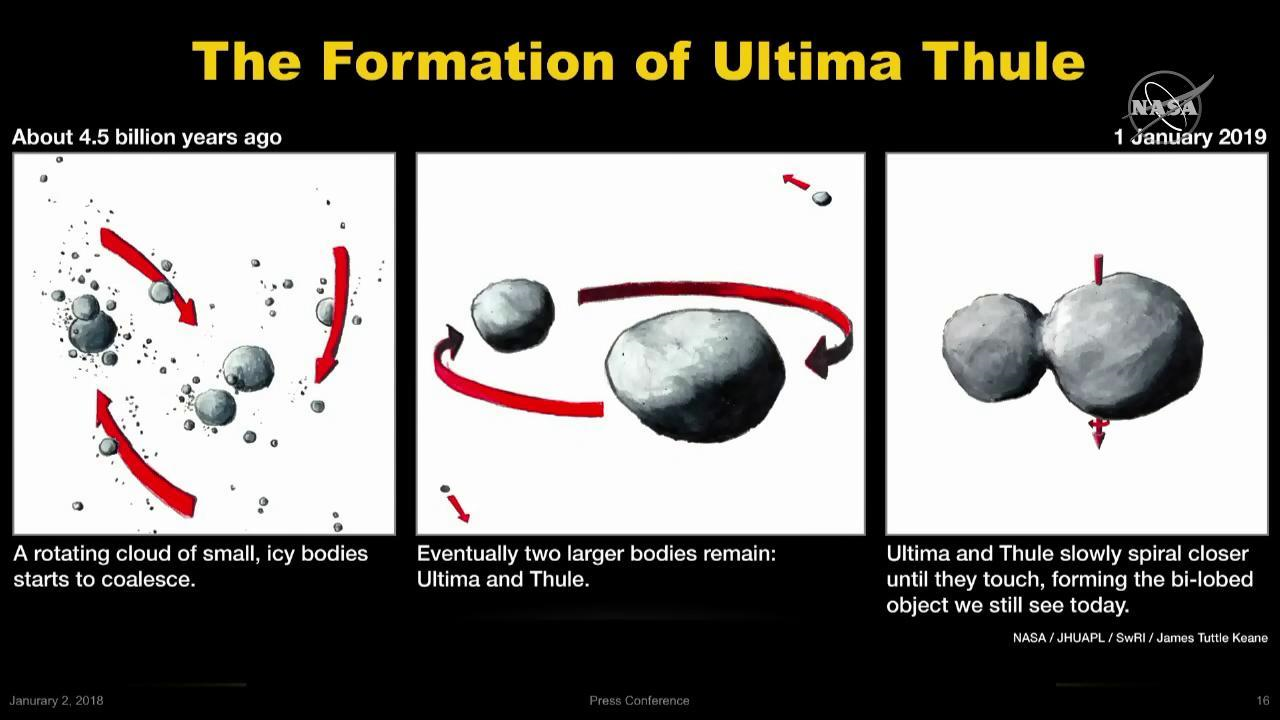
Faze de formare ale asteroidului.

Inițial, 2014 MU69 erau două obiecte denumite familiar „Ultima” și „Thule”, care s-ar fi constituit într-un vârtej de mici corpuri înghețate; apoi cu pierderea de moment cinetic, ele s-au apropiat în spirală până când s-au întâlnit formând cei doi lobi prezenți astăzi.

## Ocultații stelare
În iunie și iulie 2017, 2014 MU69 a ocultat trei stele din planul din spatele său Echipa proiectului New Horizons a format o echipă specializată « KBO Chasers » („hăitașii de obiecte transneptuniene”) pentru a observa aceste ocultații stelare din America de Sud, Africa și Oceanul Pacific.

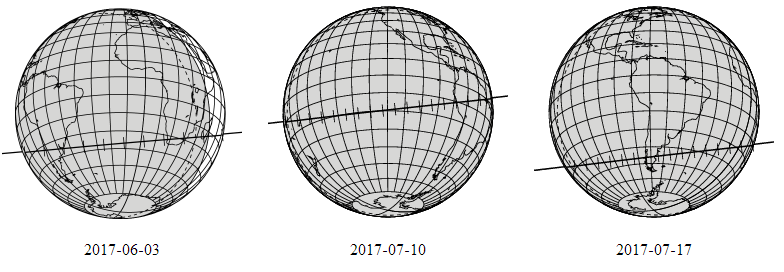
Benzile de observații prezise de la solul terestru ale ocultațiilor stelare ale asteroidului, 2017.

La 3 iunie 2017, două echipe de oameni de știință de la NASA au încercat să detecteze umbra obiectului 2014 MU69 din Argentina și Africa de Sud. Când au constatat că niciunul dintre telescoapele lor nu observase umbra obiectului, ipoteza că 2014 MU69 ar putea să nu fie așa de mare sau așa de întunecat decât se prevăzuse, a fost emisă ipoteza că obiectul să reflecte foarte mult sau chiar să fie constituit dintr-un roi (de mici asteroizi). Însă datele suplimentare luate cu Telescopul Spațial Hubble, în iunie și iulie 2017, au scos în evidență că telescoapele mobile fuseseră plasate într-un loc greșit, și că aceste speculații erau, prin urmare, false.
La 10 iulie 2017, telescopul aeropurtat al Observatorului Stratosferic pentru Astronomie în Infraroșu (SOFIA) al NASA a fost plasat aproape de linia centrală prevăzută pentru a doua ocultație atunci când survola Oceanul Pacific de la Christchurch, în Noua Zeelandă. Scopul principal al acestor observații era căutarea prezenței materiilor periculoase cum sunt inele sau praf în apropiere de 2014 MU69 care ar putea amenința sonda New Horizons în timpul survolului din 2019. Datele au fost culese cu succes, dar umbra centrală a lipsit. Datele colectate de SOFIA vor fi totuși utile la aflarea unor dificultăți privind prezența prafului în apropiere de 2014 MU69. Rezultatele detaliate ale căutării de materii periculoase au fost prezentate în timpul celei de-a 49-a reuniuni a Diviziei științelor planetare a AAS, la 20 octombrie 2017.
La 17 iulie 2017, Telescopul Spațial Hubble a fost folosit pentru verificarea prezenței de resturi în jurul lui 2014 MU69, fixând dificultățile privitoare la prezența unor inele sau resturi în sfera lui Hill a asteroidului 2014 MU69 la distanțe mergând până la 75.000 km de corpul principal. Pentru a treia și ultimă ocultație, membrii echipei au stabilit o altă « linie de delimitare » formată din 24 de mici telescoape dispuse de-a lungul liniei terestre prezise pentru trecerea umbrei ocultației în sudul Argentinei (provinciile Chubut și Santa Cruz), sau pentru a putea determina, în cazul cel mai favorabil, talia obiectului 2014 MU69. Intervalul mediu dintre 2 telescoape era astfel de 4,5 kilometri. Exploatarea ultimelor observații ale Telescopului Spațial Hubble a permis să se determine poziția lui 2014 MU69, cu o precizie mult mai bună decât cu datele colectate în timpul ocultației din 3 iunie, iar de data aceasta umbra corpului ceresc 2014 MU69 a fost observată cu succes de către cel puțin cinci telescoape mobile. Combinat cu observațiile SOFIA, aceasta va permite stabilirea unor dificultăți precise privitoare la posibilitatea existenței  de resturi aproape de 2014 MU69 · .
Primele rezultate ale ocultației din 17 iulie arată că asteroidul 2014 MU69 are o formă foarte neregulată  (de tip « elipsoid de rotație alungit»), chiar a unui binar apropiat sau a unui binar de contact.
2014 MU69 ar poseda doi «lobi», cu diametre de 20 km și 8 km, respectiv.
Două ocultații stelare pentru 2014 MU69 erau posibile în 2018, prima nu a fost utilizată fiind situată în sudul oceanelor Atlantic și Indian, dar a doua, care a putut fi observată în Senegal și în Columbia, a permis să se scoată mai bine în evidență forma obiectului.

## Explorare
După ce și-a efectuat survolul lui Pluto, sonda spațială New Horizons a fost programată pentru a survola asteroidul 2014 MU69 la 1 ianuarie 2019, la 43,4 UA de Soare, în constelația Săgetătorul. 2014 MU69 este primul obiect ceresc care a fost descoperit după lansarea sondei spațiale care trebuie să-l abordeze. Fotografii luate de sondă la 16 august 2018 arată deja obiectul care se află precis în locul calculat (atunci când se afla la mai mult de 150 milioane de kilometri). La 1 ianuarie 2019,  New Horizons a trecut la ceva mai mult de 3.500 km de 2014 MU69, adică la de trei ori mai mică distanța minimă la care a trecut pe lângă Pluto.
New Horizons trebuie să efectueze măsurători de temperatură, să cerceteze existența unei atmosfere, a unei activități geologice, sateliți și inele, și să transmită imagini cu o rezoluție de până la 70 m (față de 183 m pentru Pluto). Survolul a avut loc la 1 ianuarie 2019, la 5 h 34 UTC. Primele imagini cu o rezoluție medie au sosit pe Pământ ziua următoare.Datelor culese le vor trebui circa 20 de luni pentru a fi trimise pe Terra; munca de arhivare și analiză va lua un an suplimentar.

## Galerie de imagini

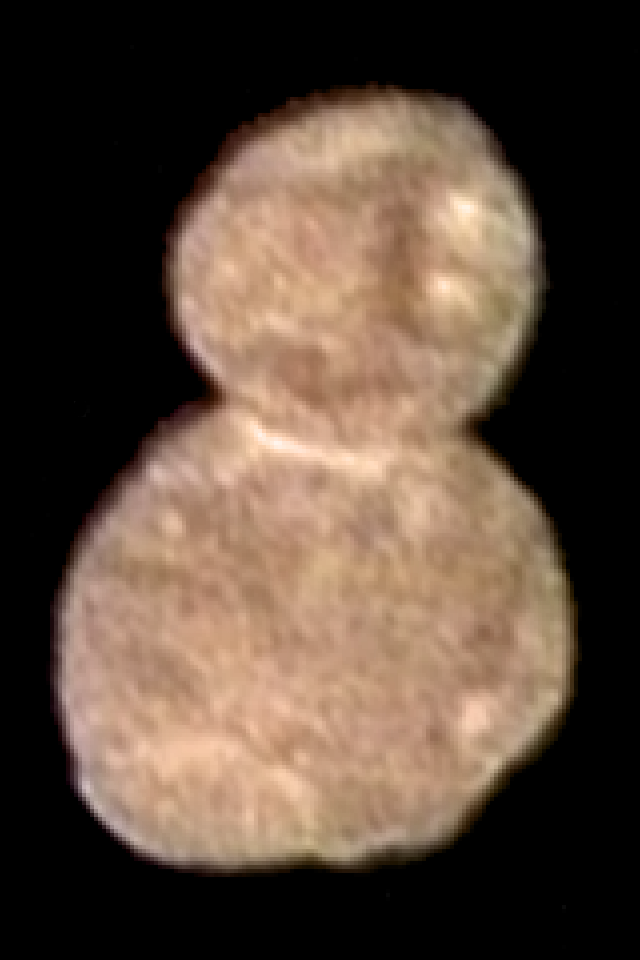
Imagine MVIC în culori suprapusă peste o imagine LORRI în alb - negru, cu înaltă rezoluție.
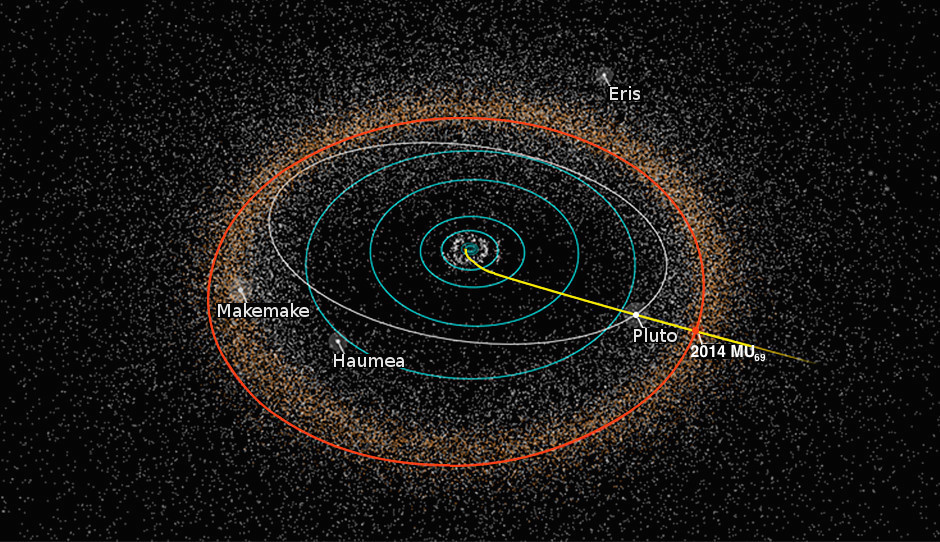
Drumul sondei spațiale New Horizons spre asteroidul 2014 MU69 / Ultima Thule și orbitele lui Pluto și 2014 MU69, în Sistemul Solar.
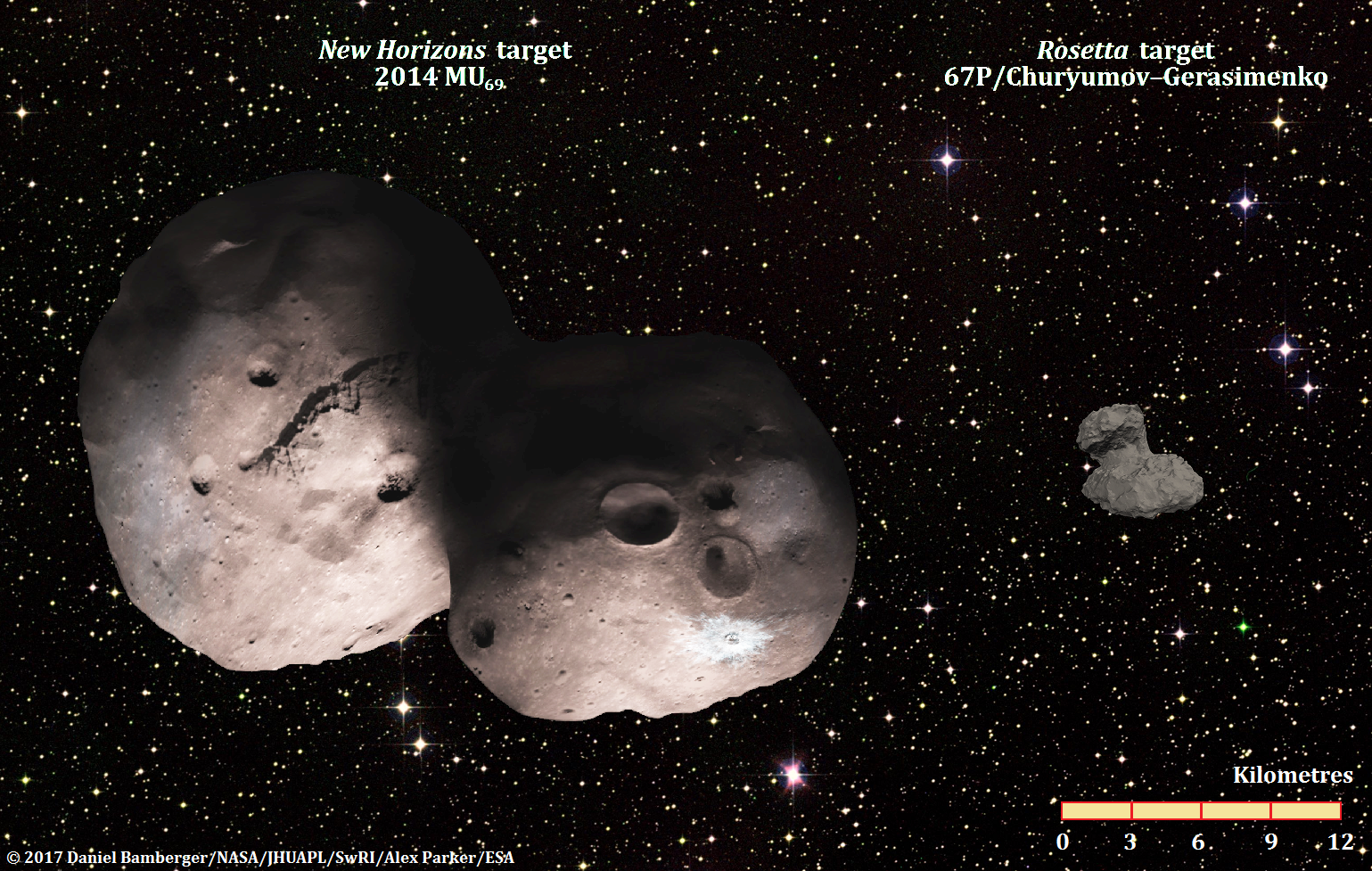
Comparație a taliilor asteroidului 2014 MU69 și cometei 67P/Ciuriumov-Gherasimenko. Imaginea lui 2014 MU69 este o reprezentare artistică bazată pe datele colectate în timpul ocultațiilor stelare; reprezentare la scară a celor două corpuri.
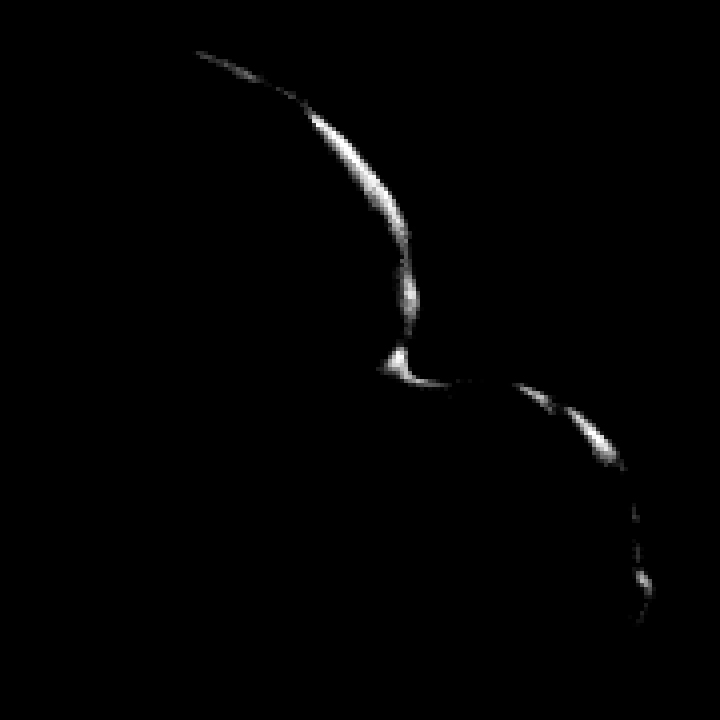
Semiluna lui 2014 MU69 fotografiată de  New Horizons.